# Petaloconchus innumerabilis
Petaloconchus innumerabilis is een slakkensoort uit de familie van de Vermetidae. De wetenschappelijke naam van de soort is voor het eerst geldig gepubliceerd in 1935 door Pilsbry & Olsson.